# RiCö
RiCö Internationale Transporte und Logistik GmbH byla polsko-německá spediční a logistická společnost, založená v roce 1991 nebo 1992 v Osterode am Harz v Německu, s pobočkami v dalších zemích, mezi kterými bylo Polsko, Ukrajina, Bělorusko a Rusko. V Polsku působila dceřiná společnost RiCö PRP sp. z o. o. v Polkowicích. Společnost se specializovala na nákladní dopravu ve střední a východní Evropě.

## Historie

### Počátky
Přepravní společnost byla založena v roce 1991 nebo 1992 (v závislosti na zdroji) v německém městě Osterode am Harz. Na počátku působení v 90. letech provozovala šest tahačů a osm návěsů, v roce 2007 šlo již o dva tisíce vozidel různých typů, včetně nízkopodlažních návěsů, stavebních a obilných sklápečů. Po finanční stránce se společnosti dařilo do konce roku 2007, kdy bylo objednáno asi 300 nových tahačů MAN. Na samém vrcholu fungování společnosti na konci roku 2007 společnost zaměstnávala asi 3000 zaměstnanců a provozovala celkem zhruba 2500 vozidel různých typů.

### Problémy a podvod
Problém spočíval v tom, že většina vozidel firmy byla pronajatá, což generovalo obrovské výdaje a společnost tak ke svému fungování nepřetržitě vyžadovala dostatek objednávek, aby bylo možné dlužné částky včas splácet. Dalším problémem se později ukázal fakt, že společnost pro udržení konkurenceschopnosti poskytovala své služby za velmi nízké ceny, které sotva pokryly náklady na provoz, údržbu vozidel a mzdy řidičů a dalších zaměstnanců. Existují také důkazy, že vedení společnosti provedlo až 28 daňových úniků prostřednictvím falešných faktur a nesprávných daňových přiznání. Společnost údajně pravidelně vystavovala dvěma polským dceřiným společnostem faktury, které zahrnovaly nesprávné částky. V důsledku toho RiCö nedoplatila na DPH 15 milionů eur. V dalších 14 případech státní zastupitelství obvinilo vedení společnosti z daňových úniků. Podle obžaloby spediční společnost vystavovala měsíční faktury jiné společnosti, kterou řídila. Služby v nich uvedené nebyly ve skutečnosti provedeny. Z těchto fiktivních faktur bylo údajně odečteno DPH jako daň na vstupu, což způsobilo daňové úniky ve výši přesahující 8 milionů eur. Těmito kroky došlo k daňovým únikům ve vlastním zájmu, čímž se společnost vyhnula daním v celkové výši 23 milionů eur.

### Úpadek
V lednu 2008 byla většině zaměstnancům vyplacena neúplná mzda a v únoru mzdy přestaly být vypláceny úplně. Na přelomu února a března byli všichni řidiči, kteří se v té době nacházeli mimo depo, nečekaně instruováni, aby natankovali plnou nádrž a neprodleně se vrátili zpět do depa. Potíže začaly ihned poté, když přestaly fungovat firemní palivové karty a proto byli řidiči instruováni, aby natankovali za vlastní peníze. Mnoho z nich takovou možnost nemělo, proto se nemohli vrátit do Polska a někteří z nich si nemohli zakoupit potraviny, protože se spoléhali na firemní platební karty, které kvůli insolvenci přestaly fungovat. Vyskytly se také případy, kdy se několik řidičů vrátilo do Polska s jedním kamionem, protože v něm zrovna bylo palivo. Mnoho vozidel tak bylo ponecháno bez paliva po celé Evropě, včetně zemí mimo EU, na Ukrajině a v Bělorusku.
Řidiči, kteří byli schopni se dostat zpět na základnu, byli informováni, že společnost se ocitla v insolvenci, a proto nebudou po určitou dobu vypláceny mzdy. Z tohoto důvodů několik set pracovníků protestovalo přímo na místě a čekalo na další postup a vyjádření vedení společnosti, které v tu dobu nebylo dostupné. Dne 6. března 2008 dorazila z Německa do polské dceřiné firmy RiCö PRP zpráva, že mateřská společnost RiCö vyhlásila bankrot. V důsledku toho RiCö PRP také podala návrh na konkurz a začala jednání o převodu RiCö PRP pod jiného majitele. Zástupce představenstva RiCö PRP slíbil, že se co nejdříve dostaví do polské pobočky, aby informoval řidiče o následujících krocích. Společnost se však již nepodařilo zachránit, protože dlužná částka věřitelům byla natolik velká, že jednání s bankami nikam nevedly.

### Soudní řízení
Když v roce 2008 společnost zkrachovala, objevila se podezření, že krach byl součástí většího schématu. Mnozí se domnívali, že ze společnosti byly odčerpávány velké částky peněz, nebo že bankrot byl úmyslným pokusem zakrýt nějaký podvod. V roce 2009 se ukázalo, že tato podezření byla oprávněná. Koncem března 2009 policisté zatkli muže ve věku 44 let na dálnici poblíž Salzgitteru, když se vracel do Německa z Polska. Byl obviněn z podvodu a zpronevěry. Před insolvencí měl také ukrýt značný majetek. Podle policie měl podvod způsobit celkovou újmu až 300 milionů eur. Byl zatčen poté, co na něj byl vydán zatykač kvůli možnosti útěku. V roce 2009 také vyšel najevo další podvod, kdy byla z pronajatých vozidel a návěsů odstraněna výrobní čísla a namontována jiná, od neexistujícího vozidla. Tato byla později prodána leasingovým společnostem. Z firmy byly také pravidelně vybírány prostředky, protože vedení vědělo, že společnost je v úpadku. V roce 2009 byl majitel společnosti odsouzen k více než dvěma letům vězení. V roce 2017 byl odsouzen podruhé, tentokrát na dva roky a dva měsíce. Původně měl být trest dlouhý 3 roky, ale samotný soudní proces se vlekl roky, údajně kvůli nedostatku personálu u soudu, který případ projednával, proto mu bylo deset měsíců odpuštěno. Druhé soudní řízení vzniklo proto, že během dalšího vyšetřování byly objeveny důkazy o podvodech, o kterých se předtím nevědělo.